# Hugo Haak
Hugo Haak em 2018
Hugo Haak (nascido em 29 de outubro de 1991 a Nieuwegein) é um ciclista neerlandês, especialista da pista.

## Biografia
Em 2008, Hugo Haak é vice-campeão dos Países Baixos de velocidade nas juniores e termina terça do keirin. Em 2012, é vice-campeão da Europa Esperanças do quilómetro e duplo campeão dos Países Baixos elites na o quilómetro e em keirin.
No ano seguinte, consegue os títulos nacionais de velocidade e do quilómetro. Em 2015, Hugo Haak resulta campeão da Europa de velocidade por equipas na Suíça com Jeffrey Hoogland e Nils van 't Hoenderdaal.
Em 2016, resulta vice-campeão do mundo de velocidade por equipas, mas fracassa a qualificar-se como membro da equipa para os Jogos Olímpicos de Rio. Daqui por diante, sofre de uma ferida ao joelho, que o obriga a pôr final a sua carreira final 2017. Resulta o assistente do treinador nacional do sprint neerlandês Bill Huck.

## Palmarés

### Campeonatos mundiais
- Apeldoorn 2011
  - 7.º da velocidade por equipas
  - 9.º do quilómetro
- Melbourne 2012
  - 7.º da velocidade por equipas
  - 8.º do quilómetro
- Minsk 2013
  -     - 7.º do quilómetro

  - 10.º da velocidade por equipas
  - 13.º do keirin
- Cali 2014
  - 5.º do quilómetro
  - 8.º da velocidade por equipas
  - 26.º da velocidade individual
- Saint-Quentin-en-Yvelines 2015
  - 5.º da velocidade por equipas
  - 16.º do quilómetro
  - 29.º da velocidade individual[2]
- Londres 2016
  -  Medalhado de prata da velocidade por equipas

### Copa do mundo
- 2010-2011
  - 2.º do quilómetro em Pequim
- 2013-2014
  - 1.º da velocidade por equipas em Guadalajara (com Nils van 't Hoenderdaal e Matthijs Büchli)
  - 1.º da velocidade individual em Guadalajara
  - 3.º do quilómetro em Guadalajara
- 2014-2015
  - 2.º da velocidade por equipas em Cali
- 2015-2016
  - 3.º da velocidade por equipas em Cali

### Campeonato da Europa
| Edição / Prova           | Quilómetro | Velocidade individual | Velocidade por equipas                                |
| Anadia 2012 (esperanças) | Prata      |                       |                                                       |
| Anadia 2013 (esperanças) |            | Bronze                | Bronze                                                |
| Granges 2015             |            |                       | Ouro (com Jeffrey Hoogland e Nils van 't Hoenderdaal) |

### Campeonato dos Países Baixos
- 2012
  -  Campeão dos Países Baixos do quilómetro
  -  Campeão dos Países Baixos do keirin
- 2013
  - {{Maillot|NED CAMPEÃO dos Países Baixos de velocidade individual
  -  Campeão dos Países Baixos do quilómetro
- 2016
  -  Campeão dos Países Baixos de velocidade por equipas